# Jaroslav Tuzar
Jaroslav Tuzar (2. března 1908 Trutnov – 19. června 1988 Praha) byl jeden z prvních českých filmových kameramanů. Natočil více než sedmdesát filmů, podílel se na tvorbě televizních pořadů a několik let vyučoval na pražské FAMU. K jeho nejznámějším pracím patří Siréna (1947), Chopinovo mládí (1952), Vyšší princip (1960). Hvězda zvaná pelyněk (1964) a série televizních filmů Pan Tau (1969–1975).

## Život
Narodil se v Trutnově, ale rodiče se brzy přestěhovali do Prahy, kde otec získal práci jako truhlář v automobilce Praga. Léta první světové války prožil po odchodu otce na frontu u babičky v Solnici. Po válce se rodiče přestěhovali do Hradce Králové, kde Jaroslav Tuzar začal navštěvovat klasické gymnázium. Více se však zajímal o techniku, a proto za školy ještě před maturitou odešel a vyučil se jemným mechanikem v místní továrně START.  Už od dětství ho přitahovalo fotografování, sám si předělal fotoaparát, který mu přivezl strýc po návratu z ruské fronty. Dělal praktikanta svému známému, který byl promítačem v místním kině. Postavil si i vlastní filmovou kameru. V osmnácti letech složil v Praze zkoušky promítačů a dostal první zakázku na natočení krátkého propagačního filmu.
V roce 1968 byl Jaroslav Tuzar jmenován zasloužilým umělcem. Působil několik let také jako pedagog na katedře kamery FAMU. Zemřel 19. července 1988 v Praze.

## Tvorba

### Počátky
Během následujících let natočil natočil řadu dokumentů a národopisných snímků na různých místech republiky, v nichž svou kamerou zprostředkoval nejen krásu krajiny a historických objektů, ale také zachytil i události ze života lidí. Patří sem například filmy Hrady a zámky v Pováží (1936), Junáci v přírodě (1938) nebo populárně–vědecký Skleněný chléb (1939), který měl velký ohlas na festivalu v Benátkách. 
Tuzarova práce zaujala pařížskou centrálu Paramount–Journalu, která ho angažovala jako kameramana pro oblast Československa, Polska a Rakouska.  Své první snímky natáčel s kamerou, kterou vybavil motorkem pro lepší snímání obrazu. Využíval své odborné technické vědomosti i zručnost, později byl autorem různých zlepšení na kamerách a jejich příslušenství. Spolupracoval na nich s karlínskou firmou ERA (Elektrické regulátory automatické), kde našel také svou životní partnerku. První hraný film s názvem Radioamatéři natočil v roce 1926 společně s Václavem Münzbergem a Adou Vrzalem. O dva roky později stál za kamerou při natáčení filmového dramatu Jménem veličenstva. 

### Celovečerní filmy
Od poloviny třicátých let se začal uplatňovat jako kameraman při natáčení celovečerních hraných filmů. Jedním z prvních byl film Port Arthur (1936) natočený v česko–německo–francouzské koprodukci. Do roku 1945 natočil jako hlavní kameraman téměř třicet filmů, mezi nimi například Jan Výrava (1937), Tulák Macoun (1939), Příklady táhnou (1939), Madla zpívá Evropě (1940), Přednosta stanice (1941), Modrý závoj (1941), Skalní plemeno (1944). V roce 1937 natočil s rakouským režisérem Oskarem Schnirchem film Miláček námořníků.
Tuzarova kamera měla velký podíl na úspěchu filmu Siréna režiséra Karla Steklého, který získal Zlatého lva, hlavní cenu na mezinárodním filmovém festivalu v Benátkách roku 1947. Jaroslav Tuzar se stal laureátem Státní ceny za tvůrčí přínos kinematografii udělované v Československu. Stejná cena mu byla udělena v roce 1951 za snímek Vstanou noví bojovníci.

### Spolupráce s režiséry
Polský režisér Aleksander Ford si Tuzara vybral pro své tři filmy, z nichž největší úspěch zaznamenalo Chopinovo mládí (1952). Jaroslav Tuzar byl vyznamenán polskou státní cenou. Patřil k nejvyhledávanějším kameramanům v Československu. Pracoval s řadou výborných režisérů, kteří oceňovali jeho spolehlivou a kvalitní práci, ale hlavně výtvarný cit. S Martinem Fričem natočil více než dvacet filmů, z dalších lze jmenovat například Karla Steklého, Jiřího Weisse, Jiřího Krejčíka nebo Otakara Vávru.

### Obrazové pojetí
Obrazovým pojetím a exteriérovými scenériemi i řešením detailů splňoval nejvyšší nároky na tvůrčí podporu díla obrazem. Svým specifickým způsobem práce s filtry dociloval nejen odstiňování a velmi delikátního ladění v ploše obrazu, ale i zvláštní celkové i místní neostrosti. K plastickému a světelně neobyčejně realistickému obrazu velké působivosti dospěl ve filmu Vyšší princip (1960) i širokoúhlém filmu Noční host (1961).
Od šedesátých let velký podíl jeho času zabírala práce pro československou televizi. Jako kameraman se podílel na vzniku hudebně-zábavních pořadů (Babiččina krabička, 1963), televizních inscenací a filmů, z nichž největší ohlas zaznamenal seriál Pan Tau (1969–1975), kterým Jaroslav Tuzar ukončil svou kameramanskou kariéru. 